# Alcis brevipennis
Alcis brevipennis là một loài bướm đêm trong họ Geometridae.